# The Ridiculous 6
The Ridiculous 6 is een Amerikaanse westernkomedie uit 2015 die geregisseerd werd door Frank Coraci. De hoofdrollen worden vertolkt door Adam Sandler, Terry Crews, Jorge Garcia, Taylor Lautner, Rob Schneider en Luke Wilson.

## Verhaal
Tommy Stockburn werd opgevoed door Native Americans en kreeg de naam "White Knife" omdat hij een messenexpert is. Op een dag ontmoet hij zijn biologische vader, Frank Stockburn, die vervolgens ontvoerd wordt door de bende van Cicero. Om zijn vader te bevrijden, begint Tommy aan een reeks bankovervallen en stelt hij een bende samen die later uit zijn vijf halfbroers blijkt te bestaan. Samen gaan ze op zoek naar hun gemeenschappelijke vader.

## Rolverdeling
| Acteur         | Personage                   |
| -------------- | --------------------------- |
| Adam Sandler   | Tom "White Knife" Stockburn |
| Terry Crews    | Chico Stockburn             |
| Jorge Garcia   | Herm Stockburn              |
| Taylor Lautner | Lil' Pete Stockburn         |
| Rob Schneider  | Ramon Stockburn             |
| Luke Wilson    | Danny Stockburn             |
| Nick Nolte     | Frank Stockburn             |
| Will Forte     | Will Patch                  |
| Nick Swardson  | Nelly Patch                 |
| Steve Zahn     | Clem                        |
| Julia Jones    | Smoking Fox                 |
| Danny Trejo    | Cicero                      |

De film bevat ook cameo's van onder meer Vanilla Ice, Norm Macdonald, David Spade, Steve Buscemi, Harvey Keitel, Jon Lovitz en John Turturro.

## Productie
The Ridiculous 6 werd oorspronkelijk bij Sony Pictures ontwikkeld. In 2012 verhuisde het project naar Paramount Pictures, maar ook bij die studio kwam het uiteindelijk niet tot een verfilming, waarna de rechten opnieuw bij Sony belandden. Nadien toonde Warner Brothers interesse in het project, maar omdat hoofdrolspeler Adam Sandler en de studio het niet eens raakten over het budget besloot de studio in oktober 2014 om de westernkomedie niet langer te verfilmen. Even voordien was bekend geraakt dat Sandler vier films zou ontwikkelen in dienst van streamingdienst Netflix. Warner Brothers ontkende echter dat Sandlers deal met Netflix de oorzaak was voor het annuleren van de westernkomedie.
The Ridiculous 6 werd vervolgens een van de vier films die Sandler voor Netflix zou ontwikkelen. Het project kreeg een uitgebreide cast, bestaande uit onder meer Taylor Lautner, Nick Nolte, Steve Buscemi, Rob Schneider, Will Forte, Vanilla Ice en Luke Wilson. De opnames gingen van start op 20 februari 2015 en eindigden op 2 mei 2015. Er werd gefilmd in Santa Fe (New Mexico).
Op 11 december 2015 ging de film in première op Netflix. In januari 2016 maakte producent Ted Sarandos bekend dat The Ridiculous 6 in de eerste 30 dagen meer bekeken werd dan welke film ook in de geschiedenis van de streamingdienst. Desondanks kreeg de film bijna uitsluitend negatieve recensies. Op Rotten Tomatoes heeft de film een waarde van 0% en een gemiddelde score van 2,3/10, gebaseerd op 34 recensies. Op Metacritic heeft de film een gemiddelde score van 18/100, gebaseerd op 12 recensies.